# Galaktorré
Galaktorré eller rinnande bröst är bröstmjölksutsöndring från bröstvårtan, utan koppling till graviditet eller amning. Det kan drabba både män och kvinnor. Om mjölken är blodblandad är det alltid ett sjukdomstecken. Galaktorré utan blod kan också vara det.

## Orsaker
Mjölkbildning sker alltid till följd av en förändrad aktivitet av vissa hormoner, framför allt prolaktin. Galaktorré brukar följaktligen påträffas som symtom på hyperprolaktinemi. Orsaker till galaktorrén kan vara:
- Prolaktinom - tumör i hypofysen som utsöndrar prolaktin
- Kraftig stimulering av bröstvårtan
- Biverkning från dopaminantagonister eller H2 (Serotonin)-receptorantagonister
- Bruk av kokain eller opioider[1]
- Bruk av andra substanser eller örter som påverkar prolaktinnivåerna[1]
- Hypotyroidism[1] och giftstruma.[2]
- Akromegali.[3]
- Kronisk njursvikt.[2]
- Hos män kan det bero på hypogonadism och testosteronbrist, och hänga samman med erektil dysfunktion och sänkt libido och gynekomasti.[1]
- Häxmjölk hos spädbarn, på grund av hormon via navelsträngen. Det är ofarligt och går över inom några dagar.[4]